# Lya De Barberiis
Lya De Barberiis (Lecce, 19 luglio 1919 – Roma, 8 febbraio 2013) è stata una pianista italiana, una delle prime concertiste italiane.

## Biografia
Iniziò lo studio della musica in tenera età e già a nove anni diede il suo primo concerto pubblico. Dopo essersi diplomata in pianoforte al Conservatorio di San Pietro a Majella di Napoli nel 1934, con il maestro Alessandro Longo, intraprese una lunga carriera concertistica durata quasi ottant'anni. Si perfezionò poi al Conservatorio di Santa Cecilia in Roma, dove studiò con Alfredo Casella. Studiò anche a Parigi con Marguerite Long, grazie a una borsa di studio offertale dal Governo francese.
Nel corso della sua carriera le vennero dedicate composizioni dai più grandi musicisti del Novecento, come Alfredo Casella, del quale fu l'ultima allieva, Goffredo Petrassi, Gian Francesco Malipiero, Ildebrando Pizzetti e molti altri.
Oltre che come solista, si esibì anche nell'interpretazione dei più famosi concerti per pianoforte e orchestra, diretta dai direttori d'orchestra Alfredo Casella, Antal Doráti, Sergiu Celibidache e Claudio Abbado, giusto per citarne alcuni.
Studiò musica da camera con Arturo Bonucci e fu immensa anche l'attivatà cameristica in duo con il violinista Félix Ayo, con il flautista Severino Gazzelloni, e con il Trio concertistico italiano formato da Lya De Barberiis, il clarinettista Giuseppe Garbarino  ed il violoncellista Antonio Pocaterra.
Alla carriera concertistica affiancò quella di docente presso il Conservatorio di Santa Cecilia a Roma, dove formò centinaia di pianisti.
In riconoscimento dei suoi meriti venne insignita dell'onorificenza di Commendatore della Repubblica Italiana e della Medaglia d’oro del Ministero della Pubblica Istruzione per i benemeriti della Scuola, della Cultura e dell’Arte.